# USA ved sommer-OL 2008
USA ved sommer-OL 2008. 596 sportsudøvere fra USA deltog i 27 sportsgrene under Sommer-OL 2008 i Beijing. USA blev næst bedste nation med 36 guld-, 38 sølv- og 36 bronzemedaljer. Atletikudøveren Lopez Lomong var landets fanebærer under åbningsceremonien.

## Medaljer
| 2008 Beijing | Guld | Sølv | Bronze | Total |
| USA          | 36   | 38   | 36     | 110   |

### Medaljevinderne
| USA ved sommer-OL 2008 Beijing | USA ved sommer-OL 2008 Beijing | USA ved sommer-OL 2008 Beijing | USA ved sommer-OL 2008 Beijing | USA ved sommer-OL 2008 Beijing |
| Medaljer                       | Udøver | Sport                          | Øvelse                         | Resultat                       |
| ------------------------------ | --- | ------------------------------ | ------------------------------ | ------------------------------ |
| Guld                           | Ryan Lochte | Svømning                       | 200 meter rygcrawl, mænd       | 1.53,94 (VR)                   |
| Guld                           | Michael Phelps | Svømning                       | 100 meter butterfly, mænd      | 50,58 (VR)                     |
| Guld                           | Michael Phelps | Svømning                       | 200 meter butterfly, mænd      | 1.52,03 (VR)                   |
| Guld                           | Michael Phelps | Svømning                       | 200 meter fri, mænd            | 1.42,91 (VR)                   |
| Guld                           | Michael Phelps | Svømning                       | 200 meter medley, mænd         | 1.54,23 (VR)                   |
| Guld                           | Michael Phelps | Svømning                       | 200 meter medley, mænd         | 4.03,84 (VR)                   |
| Guld                           | Michael Phelps Garrett Weber-Gale Cullen Jones Jason Lezak | Svømning                       | 4 x 100 meter fri, mænd        | 3.08,24 (VR)                   |
| Guld                           | Aaron Peirsol Brendan Hansen Michael Phelps Jason Lezak | Svømning                       | 4 x 100 meter medley, mænd     | 3.29,24                        |
| Guld                           | Michael Phelps Ricky Berens Ryan Lochte Peter Vanderkaay | Svømning                       | 4 x 200 meter fri, mænd        | 6.58,56 (VR)                   |
| Guld                           | Aaron Peirsol | Svømning                       | 100 meter rygrawl, mænd        | 52,54 (VR)                     |
| Bronze                         | Bryan Clay | Atletik                        | Tikamp, mænd                   | 8791 point                     |
| Sølv                           | Aaron Peirsol | Svømning                       | 200 meter rygcrawl, mænd       | 1.54,33                        |
| Sølv                           | Matt Grevers | Svømning                       | 100 meter rygcrawl, mænd       | 53,11                          |
| Sølv                           | Monica Abbott Stacey Nuveman Crystl Bustos Jennie Finch Laura Berg Lauren Lappin Lovieanne Jung Catherine Osterman Tairia Flowers Andrea Duran Jessica Mendoza Victoria Galindo Kelly Kretschman Caitlin Lowe Natasha Watley | Softball                       | Softball, damer                | Finale: · 1 - 3 Japan          |
| Bronze                         | Hyleas Fountain | Atletik                        | Sykamp, damer                  | 6619 point                     |
| Bronze                         | Larsen Jensen | Svømning                       | 400 meter fri, mænd            | 3.42,78                        |
| Bronze                         | Jason Lezak | Svømning                       | 100 meter fri, mænd            | 47,67                          |
| Bronze                         | Ryan Lochte | Svømning                       | 200 meter medley, mænd         | 1.56,53                        |
| Bronze                         | Ryan Lochte | Svømning                       | 400 meter medley, mænd         | 4.08,09                        |
| Bronze                         | Peter Vanderkaay | Svømning                       | 200 meter fri, mænd            | 1.45,14                        |